# 河野元子
河野 元子（かわの もとこ〔本名：蔵多 元子〕、1949年1月3日 - ）は、大阪府出身の日本の女優。大阪大谷大学短期大学部卒業。かつては関西芸術座に所属していた。

## 出演

### テレビドラマ
- 「大岡越前」（TBS）
  - 「大岡越前 第3部」第17話（1972年10月9日） - 娘 役
  - 「大岡越前 第7部」第7話（1983年6月6日） - おみね 役
- 水戸黄門（TBS / C.A.L）
  - 第4部 第26話「黄金の誘惑 -白石-」（1973年7月16日）
  - 第6部 第12話「宍道湖慕情 -松江-」（1975年6月16日） - 腰元 役
- 「江戸を斬る 梓右近隠密帳」第1話（1973年9月24日、TBS） - 侍女 役
- 「銭形平次」（フジテレビ）
  - 第394話「上州無宿鉄次郎」（1973年11月21日） - おきみ 役
  - 第486話「十手に散った白い蟻」（1975年9月3日） - お町 役
- 「ご存知遠山の金さん」第37話（1974年6月16日、テレビ朝日）
- 「部長刑事」第867話（1975年5月31日、テレビ朝日）
- 「長七郎江戸日記」第37話（1984年10月30日、日本テレビ） - おまつ 役
- 「はずめ!イエローボール」（1987年4月10日 - 9月25日、フジテレビ） - ナレーター
- 連続テレビ小説（NHK）
  - 「純ちゃんの応援歌」第107話（1989年2月9日） - 旅館の仲居 役
  - 「ええにょぼ」第93話（1993年7月21日）
- 「ドラムカン」（1990年11月3日、NHK） - 主婦 役
- 「幕府お耳役檜十三郎」第5話（1991年5月5日、テレビ東京）
- 「八百八町夢日記 第2シリーズ」第7話（1991年11月26日、日本テレビ）
- 必殺シリーズ「必殺仕事人・激突!」第14話（1992年1月28日、テレビ朝日）
- 「鬼平犯科帳 第4シリーズ」第12話（1993年3月17日、フジテレビ）
- 「闇を斬る!大江戸犯科帳」第17話（1993年6月29日、日本テレビ）
- 火曜サスペンス劇場「京都・女性記者シリーズ」第8作（1993年7月6日、日本テレビ）
- 月曜ドラマスペシャル「小京都・龍野殺人事件」（1997年9月1日、TBS） - 遠山巴 役[2]
- 金曜エンタテイメント（フジテレビ）
  - 「松本清張スペシャル『霧の旗』」（1997年9月12日）
  - 「横溝正史シリーズ・女王蜂」（1998年4月17日）

### 舞台
- 「こまんじゃこ物語」（1970年5月 - 1971年3月） - グリコ 役[3]
- 「しばてん太郎」（1974年4月 - 1975年3月） - 千代松 役[4]
- 「大枝の鬼」（1976年3月12日・3月13日） - こぎく 役[5]
- 「初代桂春団治」（1977年9月28日・9月29日） - おちょぼ 役 / 春子（少女時代） 役[6]
- 「朝まで…－徐兄弟と母呉己順－」（1981年11月25日 - 11月29日・12月6日・1982年4月3日・4月10日・4月17日・1983年1月18日） - 徐英実 役[7]
- 「地の乳房」（1984年6月13日・6月14日・10月3日） - 愛 役[8]
- 「ちいさいお城」（1985年4月4日・4月13日） - はりねずみ 役[9]
- 「奇蹟の人」（1985年5月 - 1987年7月・1986年2月21日・2月22日） - ヘレン 役[10]
- 「記憶」（1987年9月9日 - 9月13日） - 若い女の声 役[11]
- 「うたよみざる」（1989年5月18日 - 5月22日・1989年6月 - 1991年5月） - 娘・末子 役[12]
- 「一銭五厘の旗－花森安治の仕事－」（1991年8月29日 - 8月31日） - 大谷和子 役 / 朝日新聞社女子社員 役[13]
- 「姥ざかり」（1994年2月 - 1997年9月） - 春子 役[14]
- 「おかあさん疲れたよ」（1997年8月29日・8月30日・1999年1月 - 4月） - 森有子 役[15]

### その他
- 鳥取県民啓発ビデオドラマ「風と大地と梨の木と」

## 方言指導
- 「新王将」（1992年5月16日、NHK） - 大阪弁指導
- 「天空に夢輝き~手塚治虫の夏休み~」（1995年8月19日、NHK） - 大阪ことば指導